# 張道充
張道充（1525年—？），字叔學，號筠野（或号筠墅），河南歸德府商丘縣民籍，杞縣人，明朝政治人物。同進士出身。

## 生平
嘉靖二十八年（1549年）己酉科河南鄉試第五名舉人。嘉靖四十四年（1565年）乙丑科会试一百十八名，隆慶二年（1568年）中式戊辰科會試第一百十八名，三甲第二百五十九名進士。大理寺观政，隆慶三年（1569年）四月授句容知县，万历元年（1573年）十一月选南贵州道御史，四年二月降邛州判官，丁忧，卒。

## 家族
曾祖張政；祖父張愈，乡宾；父張寧，庠生封知县，母王氏。弟道立、道明。